# Rákosi vipera
A rákosi vipera (Vipera ursinii rakosiensis) a pikkelyes hüllők rendjébe, a kígyók alrendjébe és a viperafélék családjába tartozó parlagi vipera (Vipera ursinii) egy alfaja. Kizárólag Magyarországon és Erdélyben előforduló, rendkívül ritka mérgeskígyó, a Kárpát-medence faunájának elismerten legveszélyeztetettebb állata. Az idők folyamán – Rákosi Mátyásra tekintettel – politikai okokból (és az alfaj szempontjából helytelenül) parlagi viperának és rákosréti viperának is nevezték, egy időben létezett a kaszás vipera név is. Az Alföldön a homoki vipera névvel illették, azonban a hivatalos természettudomány ezt a megnevezést egy másik faj (Vipera ammodytes) megjelölésére alkalmazza.

## Rendszertani besorolása és annak története
A rákosi viperáról már Entz Géza is írt az „Adalékok Erdély herpetológiájához” c. művében, de itt a keresztes vipera egyik változataként mutatta be, nem mervén önálló fajként leírni. A fajt 1892-ben kezdte kutatni Méhelÿ Lajos, a kor jeles zoológusa, miután Herman Ottó 1892. április 28-án a Királyi Magyar Természettudományi Társulat Állattani Szakosztályának 5. Értekezletén két, a Rákos-patak rétjén fogott „keresztes viperát” mutatott be. Vizsgálódásai eredményeképpen Méhelÿ 1893. május 29-én megjelent esszéjében a szóban forgó példányokat külön alfajként (Vipera berus var. rakosiensis) írta le, majd George Albert Boulenger-vel, a British Museum herpetológusával levelezve nagy nehezen elfogadta, hogy az valójában a főleg Itáliában élő Vipera ursinii alfaja – e faj egy másik alfaját, a karsztviperát (Vipera ursinii macrops) is ő írta le 1911-ben. A rákosi vipera nevében a „rákosi” (rakosiensis) jelző arra utal, hogy Méhelÿ az alfajt a Rákos-patak mellett fogott példányok alapján írta le. Az ITIS jelenleg az adatok elégtelensége miatt egyik, általa leírt alfajt sem ismeri el.

## Származása, elterjedése
A rákosi vipera eredetileg Ausztriától Bulgáriáig előfordult, de már mind e két országból kipusztult. Romániában hosszú ideig szintén kihaltnak hitték, mígnem a 2000-es évek elején ismét jelezték Erdélyből. A hajdan nagyobb magyarországi állomány két nagyobb területen, a Hanságban és a Nagyalföldön élt, de mára kisebb csoportokra szakadt szét. A két hansági és legfeljebb tíz alföldi (kiskunsági) populáció legfeljebb 500 egyedet számlál, de lehet, hogy jóval kevesebbet. Erdélyben jelenleg négy igen kis populációja ismert.
Megritkulásának fő okai:
- a vizes élőhelyek átalakítása, a gyepek felszántása és bevetése;
- a megmaradt gyepek gépi kaszálása és vegyszeres gyomirtása;
- szándékos pusztítása;
- illegális, kereskedelmi célú gyűjtése.

## Megjelenése, felépítése

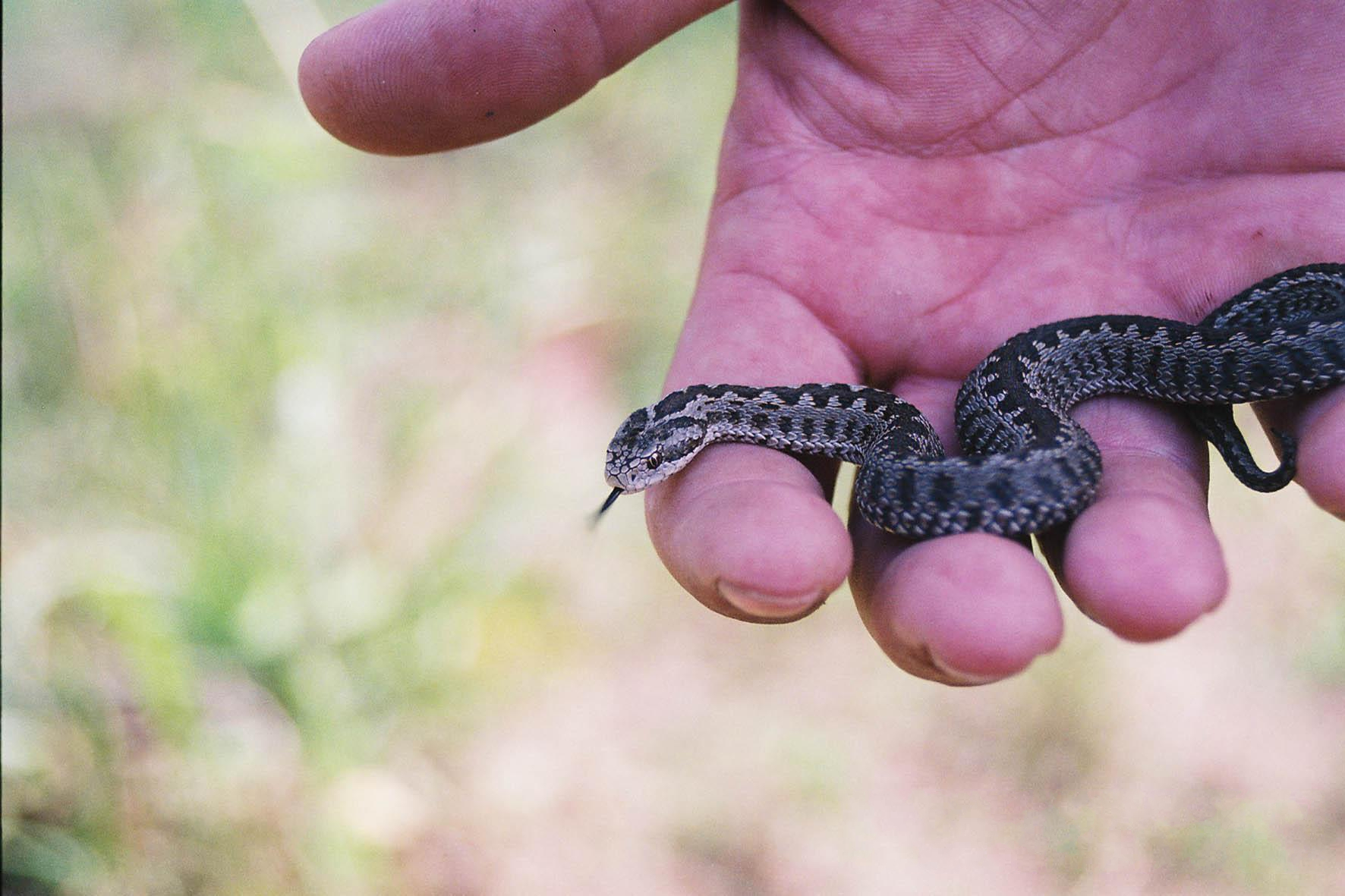
Fiatal egyed

Az alfaj alapszíne szürkés vagy sárgásbarna, hátán a keresztes viperáéra emlékeztető, egyedenként más és más rajzolatú, sötétbarna cikcakkmintázat fut végig, amit az oldalakon hasonló színű foltok kísérnek. A szürke hasoldalt piszkosfehér foltok tarkítják. Létezik egy ún. „babos” változata is, amelynek hátszalagja apró foltokra, „babokra” esik szét.
A rákosi vipera meglehetősen rövid kígyóféle: a legnagyobb mért hím 47,1, a leghosszabb nőstény 59,8 centiméteres volt. A méret mellett a nemeket a farok hossza és a farokpajzsok száma (a hímeknél 32–38, a nőstényeknél 22–30) alapján különböztethetjük meg.

## Életmódja, élőhelye
A gyepes élőhelyeket kedveli. Hazánkban nyugati populációi elsősorban nedves réteken, lápokon, legelőkön élnek, a Duna–Tisza közi állomány viszont a Kiskunság száraz sztyeppjein.
A fiatal példányok elsősorban ízeltlábúakkal, különösen egyenesszárnyúakkal (sáskákkal, tücskökkel) táplálkoznak, a kifejlett egyedek már kisemlősöket, gyíkokat és madárfiókákat is zsákmányolnak.
Annak ellenére, hogy mérges kígyó, az állat nagyon védtelen, ezért sok búvóhelyre van szüksége (például pocoklyukakra), és mivel nem túl ügyes vadász, elengedhetetlen, hogy sok táplálék legyen környezetében. Ellensége bőven akad, a túzok, a róka, de még a sün is meg szokta enni.
Mint minden hazai hüllő, a rákosi vipera is telel. Október közepe táján vonul el egy szárazabb, fagymentes helyre (leginkább rágcsálók elhagyott járataiba), ahonnan csak áprilisban kúszik elő meglehetősen legyengült állapotban.
Az első évben havonta vedlik, majd egyre ritkábban; a felnőtt állat már csak évente háromszor: tavasszal, a nyár közepén és röviddel a téli álomra vonulás előtt.

## Szaporodása
Áprilisban párzik, az időjárástól és a táplálékkínálattól függően kb. 100 nappal később, július-augusztusban, olykor szeptember elején fial. Tojásainak száma 4–16, általában a nőstény korával emelkedik. Az utódok átlátszó, puha burokban fejlődnek, és gyakran már az anyaállat testében kikelnek (ilyenkor eleventojó). A tojásból azonnal kikelő, szüleik mintázatát viselő, 12–16 centiméteres utódok hamarosan levedlenek.

## Mérge
A kígyó félénk, rejtőzködő életmódja és alacsony példányszáma miatt marása rendkívül ritka. Ráadásul a rövid méregfogakból a kígyó általában csak kevés, gyenge mérget fecskendez ki. A megharapott testrész megduzzadhat, és kb. 10 napon át fájdalmas (lásd a További információk alatti videóban). Erős szervezetű emberekre ártalmatlan, de egyébként is legfeljebb gyenge rosszullétet, kiütést okozhat, így marása ellen szérumot sem készítenek. Halálos marásról nem tudunk, ám az esetleges allergén reakciók miatt a kígyómarással mindenképpen érdemes orvoshoz fordulni.

## Természetvédelmi helyzete
A Magyar Madártani és Természetvédelmi Egyesület 2004-ben az Európai Unió LIFE-Nature keretének 50%-os támogatásával hosszútávú védőprogramot indított be, aminek részeként a Kiskunsági Nemzeti Parkban létrehoztak egy Rákosivipera-védelmi Központot a Rákosi Vipera Védelmi Tanács szakmai felügyelete alatt, az ELTE Genetika Tanszéke és a Fővárosi Állat- és Növénykert együttműködésével. A kunpeszéri központban az e célra befogott egyedeket szaporítják, hogy szükség szerint visszatelepíthessék őket. A központban 2010 szeptemberében már hétszáznál is több – tehát a vadon élő állomány egészét meghaladó számú – rákosi viperát neveltek. A program sarkalatos pontja továbbá a gyeprekonstrukció, az érintett területek lakosságának és természetvédelmi őreinek tájékoztatása. 2009-től az érintett szervezetek LIFE+ támogatással folytatják a programot. Egyebek közt tanulmányozzák a rákosi vipera élőhelyeit és ajánlásokat fogalmaznak meg azok kezelésére.
A rákosi vipera, Magyarország endemikus gerincese 1974 óta védett, 1988 óta fokozottan védett, természetvédelmi értéke 1 000 000 forint. A Természetvédelmi Világszövetség értékelése szerint veszélyeztetett, szerepel a berni egyezmény II. és a CITES I. függelékében is.